# Lexus IS
Der Lexus IS ist eine Pkw-Modellserie der Mittelklasse des japanischen Autoherstellers Toyota, der für seine höherpreisigen Automobile den Markennamen Lexus verwendet. Der Lexus IS hieß in Japan bis zum Modellwechsel im Herbst 2005 jedoch Toyota Altezza und wird dort seit 1998 gebaut. Die verschiedenen Versionen des Lexus werden mit IS 200, IS 300, IS 220d, IS 250(C), IS 350 und IS-F bezeichnet und haben Hinterradantrieb.
Nach Angaben von Toyota wurden in Europa von den drei angebotenen Generationen bis Oktober 2020 über 202.200 IS verkauft.

## Marktposition
In Deutschland tritt der Lexus IS unter anderem gegen die ebenfalls hinterradgetriebenen BMW-3er-Reihe und die Mercedes-Benz-C-Klasse an. Trotz seiner umfangreichen Serienausstattung konnte der IS keine großen Erfolge in diesem Marktsegment erzielen. In den USA verkauft sich der IS, offenbar wegen der größeren Popularität der Marke Lexus, erheblich besser. Ein weiterer Grund für die geringen Absatzzahlen in Deutschland ist die kleine Motorenpalette. So gab es bis 2005 kein Modell mit Dieselmotor. Erst der Modellwechsel im November 2005 brachte ein völlig neu entwickeltes Fahrzeug mit drei neuen Motoren; einem 2,5-Liter-Ottomotor im IS 250, einem 3,5-Liter-Ottomotor im IS 350 (nur in Nordamerika und Japan) und einem 2,2-Liter-Dieselmotor im IS 220d (nur in Teilen Europas).
In Japan wurde mit der 2. Generation des IS die Marke Lexus neu eingeführt, die Modellbezeichnung Toyota Altezza fiel weg und wurde durch die weltweit geltende Bezeichnung Lexus IS ersetzt. Damit entfielen auch die bis dahin verwendeten Altezza-Versionskürzel AS 200, RS 200 und AS 300.

## IS (XE1, 1998–2005)
Im Herbst 1998 wurde die erste Generation (XE1) des Lexus IS vorgestellt. In Europa war sie ab Frühjahr 1999 erhältlich.
Die zunächst nur mit Stufenheck angebotene Mittelklasselimousine sollte die Käuferschicht von Lexus um jüngere Kundschaft erweitern.
Als Ergänzung folgte zeitgleich mit einer dezenten Überarbeitung im Herbst 2001 eine als SportCross bezeichnete Schrägheckversion.

### Technische Daten
| Modell        | Hubraum     | Bauart/ Zylinder | Leistung                     | Drehmoment          | 0–100 km/h  | Vmax        | Verbrauch l/100 km |
| Ottomotoren   | Ottomotoren | Ottomotoren      | Ottomotoren                  | Ottomotoren         | Ottomotoren | Ottomotoren | Ottomotoren        |
| ------------- | ----------- | ---------------- | ---------------------------- | ------------------- | ----------- | ----------- | ------------------ |
| IS 200        | 1988 cm³    | R6               | 114 kW (155 PS) bei 6200/min | 195 Nm bei 4600/min | 9,5 s       | 215 km/h    | 9,7 L              |
| IS 200 (aut.) | 1988 cm³    | R6               | 114 kW (155 PS) bei 6200/min | 195 Nm bei 4600/min | 9,7 s       | 210 km/h    | 10,1 L             |
| IS 300 (aut.) | 2997 cm³    | R6               | 157 kW (214 PS) bei 5800/min | 288 Nm bei 3800/min | 8,2 s       | 230 km/h    | 10,8 L             |

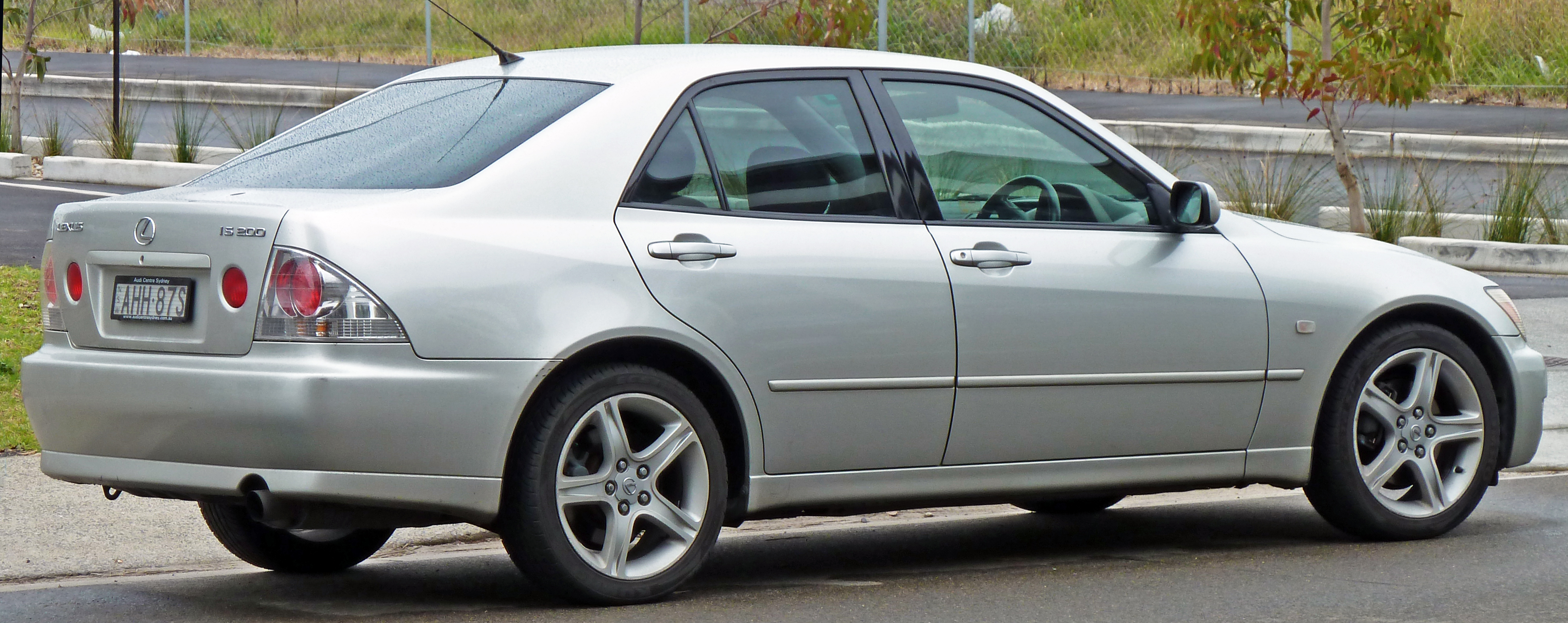
Heckansicht
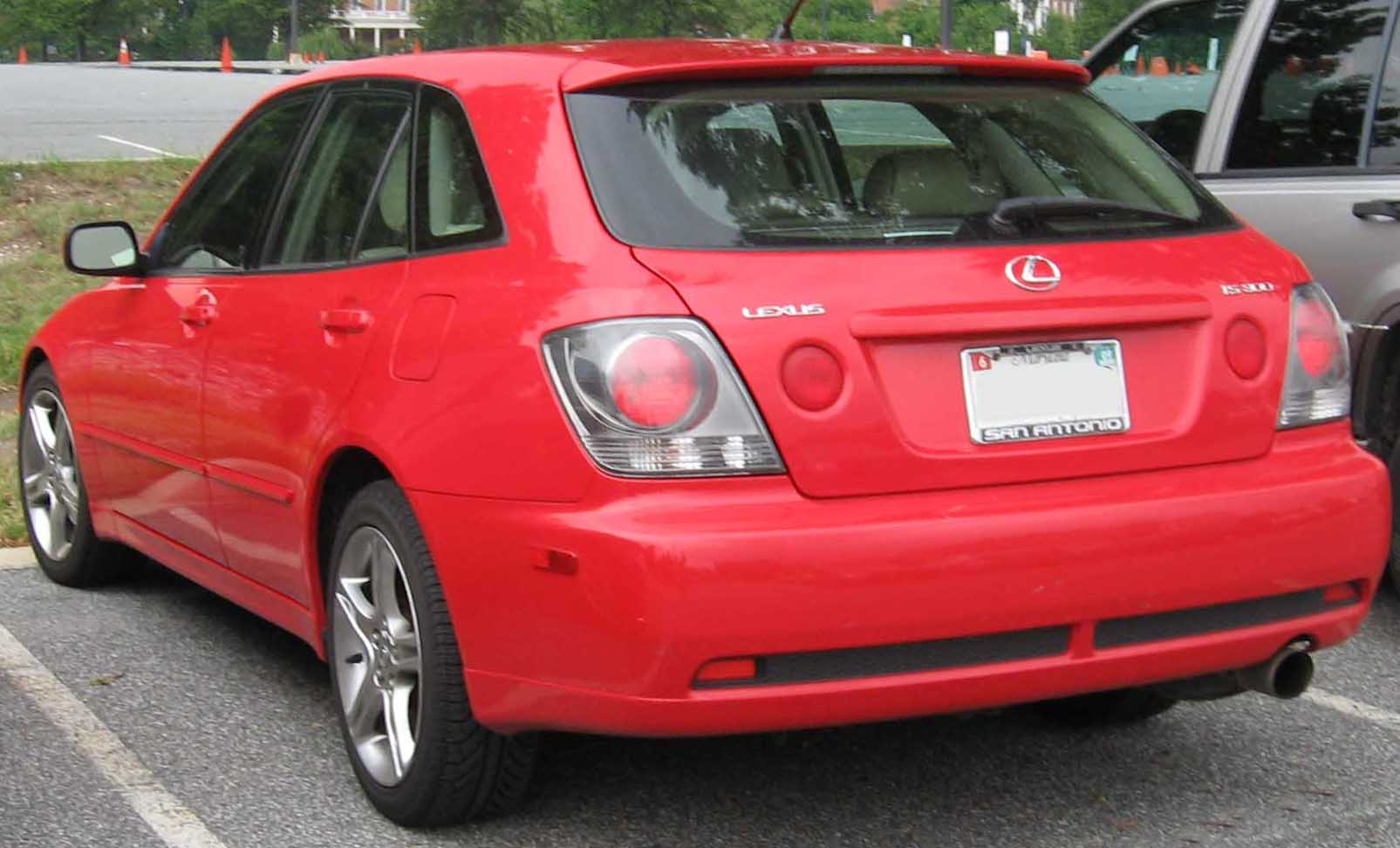
Lexus IS 300 SportCross (2001–2005)

### IS 200 TTE
Ab 2001 gab es die Option, den IS 200 beim hauseigenen Toyota- und Lexus-Tuner TTE umbauen zu lassen. Man konnte wählen zwischen Karosserieumbauten wie: Frontstoßstange, Heckansatz und Spoilerlippe. Fahrwerksumbauten wie härtere Stabilisatoren für Vorder/- und Hinterachse (Hinterachse einstellbar), Gewindefahrwerk, Tieferlegungsfedern und verschiedene Leichtmetallfelgen wurden ebenso angeboten. TTE bot außerdem einen Sport-Endschalldämpfer und ein Kompressor-Kit für den Lexus IS 200 an.

### Technische Daten mit Kompressor-Kit
| Modell            | Hubraum     | Bauart/ Zylinder | Leistung                     | Drehmoment          | 0–100 km/h  | Vmax        | Verbrauch l/100 km |
| Ottomotoren       | Ottomotoren | Ottomotoren      | Ottomotoren                  | Ottomotoren         | Ottomotoren | Ottomotoren | Ottomotoren        |
| ----------------- | ----------- | ---------------- | ---------------------------- | ------------------- | ----------- | ----------- | ------------------ |
| IS 200 Kompressor | 1988 cm³    | R6               | 150 kW (204 PS) bei 6200/min | 247 Nm bei 5000/min | 7,5 s       | 215 km/h    | 10 L               |

## IS (XE2, 2005–2013)
| Sterne im Euro-NCAP-Crashtest |

Mit der Baureihe IS, was für „Individual Sports“ steht, will Lexus im Mittelklassesegment gegen den 3er von BMW und Audi A4 sein Konkurrenzprodukt auf dem deutschen Markt etablieren. Bei der zweiten Generation gibt es nun einen Sechszylinder-V-Motor und erstmals einen Reihenvierzylinder-Dieselmotor. Der 2,2-Liter-Commonrail-Diesel 130 kW (177 PS) stammt aus dem Toyota Avensis, Corolla Verso sowie dem Auris. Ab 2006 bietet der Toyota und Lexus Haustuner TTE Chiptuning für den Diesel an, hierdurch steigt die Motorleistung von 177 PS auf 220 PS. Ebenfalls neu ist der 2,5-Liter-V6-Benzin-Direkteinspritzer mit 153 kW (208 PS). Für den Diesel gibt es nur ein manuell zu schaltendes Sechsganggetriebe, für den Ottomotor auf dem europäischen Markt eine Automatik und ein Schaltgetriebe, das nach der Modellpflege im Jahr 2009 nicht mehr angeboten wurde.

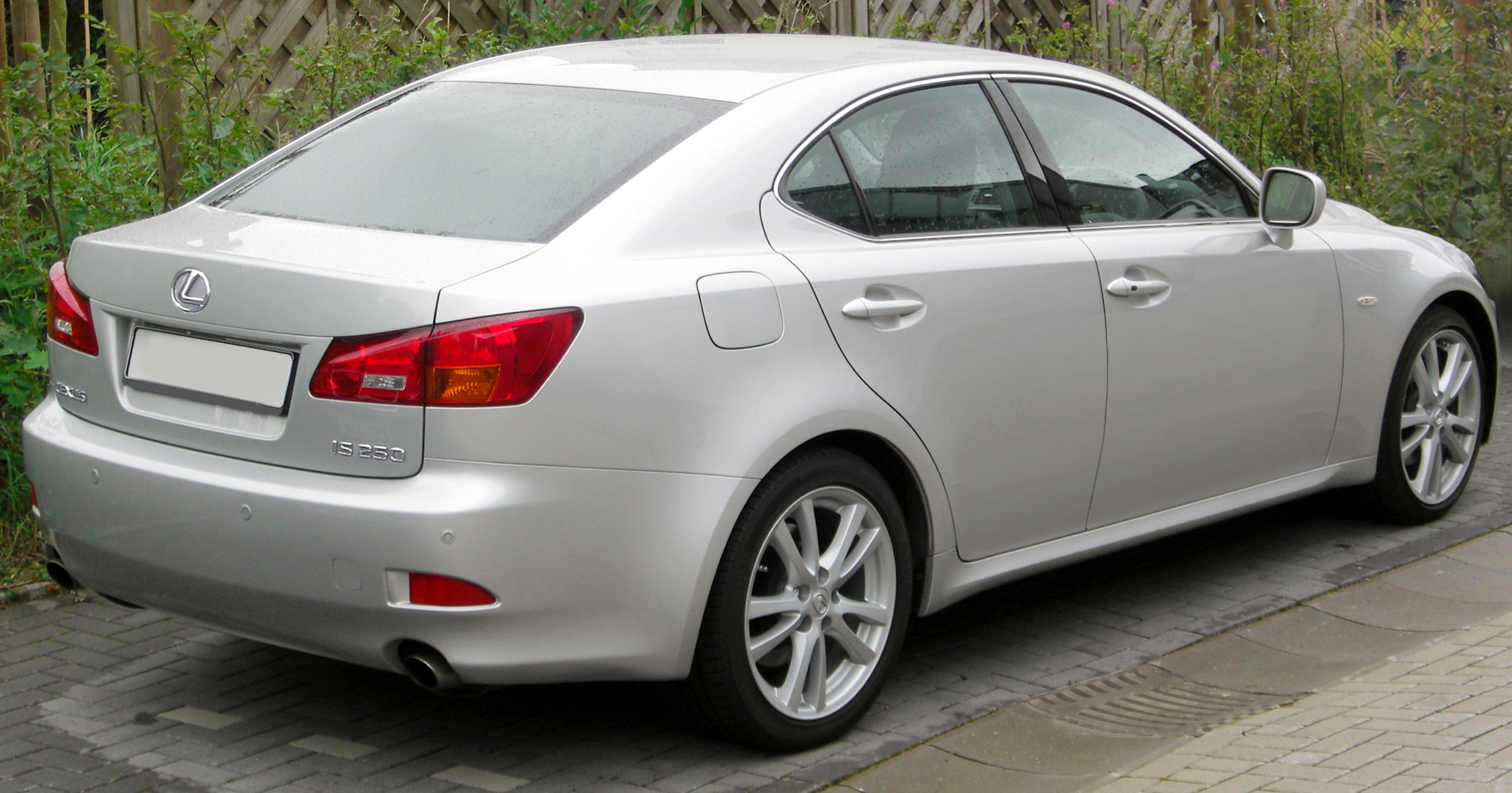
Heckansicht
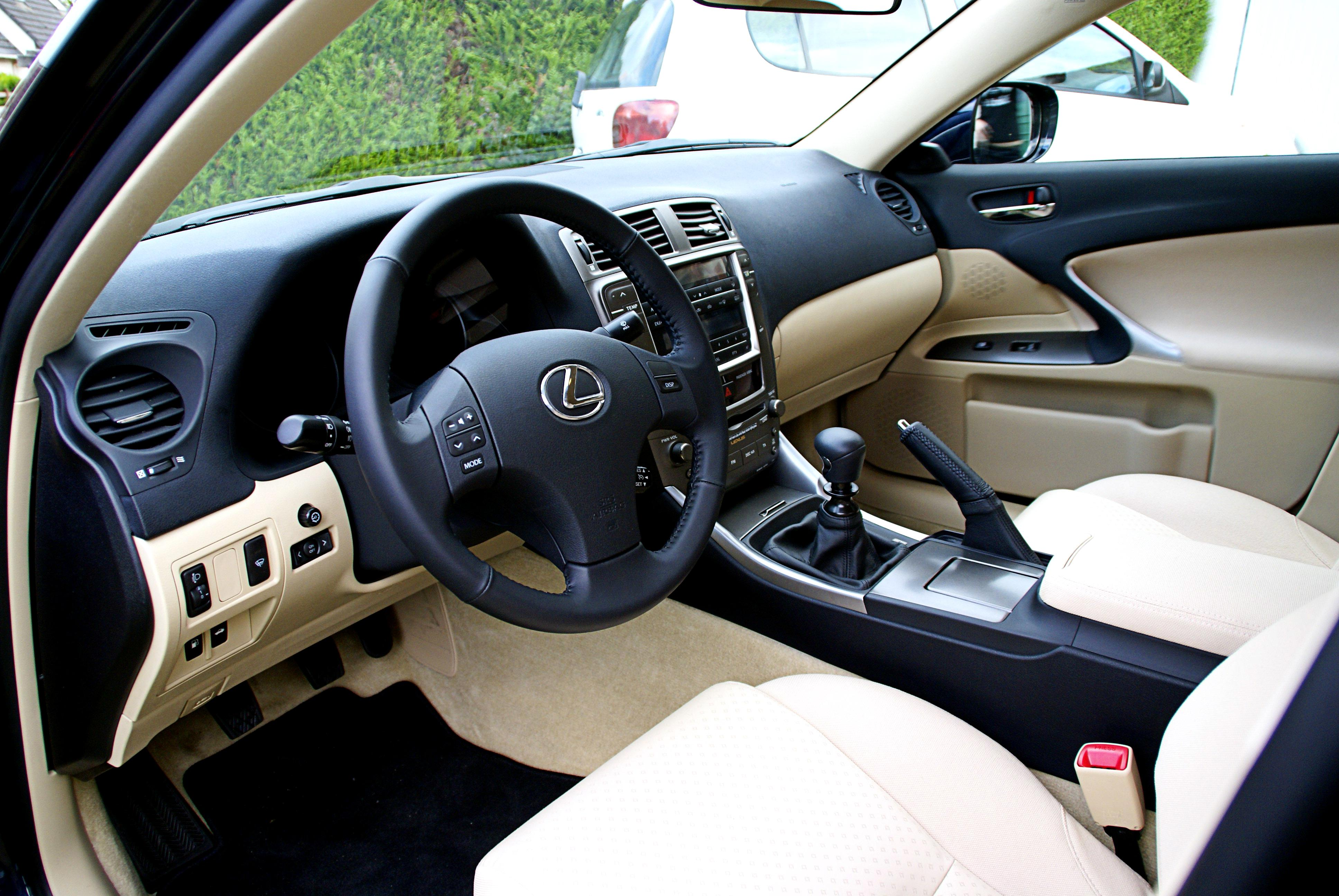
Cockpit (IS 220d)

Auf der North American International Auto Show in Detroit wurde 2006 der neue Lexus IS-F präsentiert. Die bereits betont sportlich positionierte IS-Serie hat einen V8-Motor mit fünf Litern Hubraum und 311 kW (423 PS) und einem maximalen Drehmoment von 505 Nm. Die Leistung wird von der neuen Lexus-Automatik mit acht Schaltstufen übertragen. Seit dem ersten Quartal 2008 war der Lexus IS-F in Deutschland auf dem Markt.

### Modellpflege
Im April 2009 wurde der IS erstmals modifiziert. Dabei wurden die Front neu gestaltet, die Heckleuchten vergrößert und in der Form verändert. Außerdem wurde die Technik überarbeitet.
Im Juni 2009 wurden die Cabriolet-Versionen IS 250C und IS 350C (nicht für Europa) vorgestellt. Die Dachkonstruktion besteht fast vollständig aus Aluminium. Es kann sich in drei Teilen vollautomatisch innerhalb von 20 Sekunden im Kofferraum zusammenlegen. Das Interieur sowie die Motoren, der 2,5-Liter- oder der 3,5-Liter-V6 entsprechen der Limousine. Als Getriebe werden ein Sechsganggetriebe und in Europa ausschließlich die Sechsgang-Automatik angeboten.

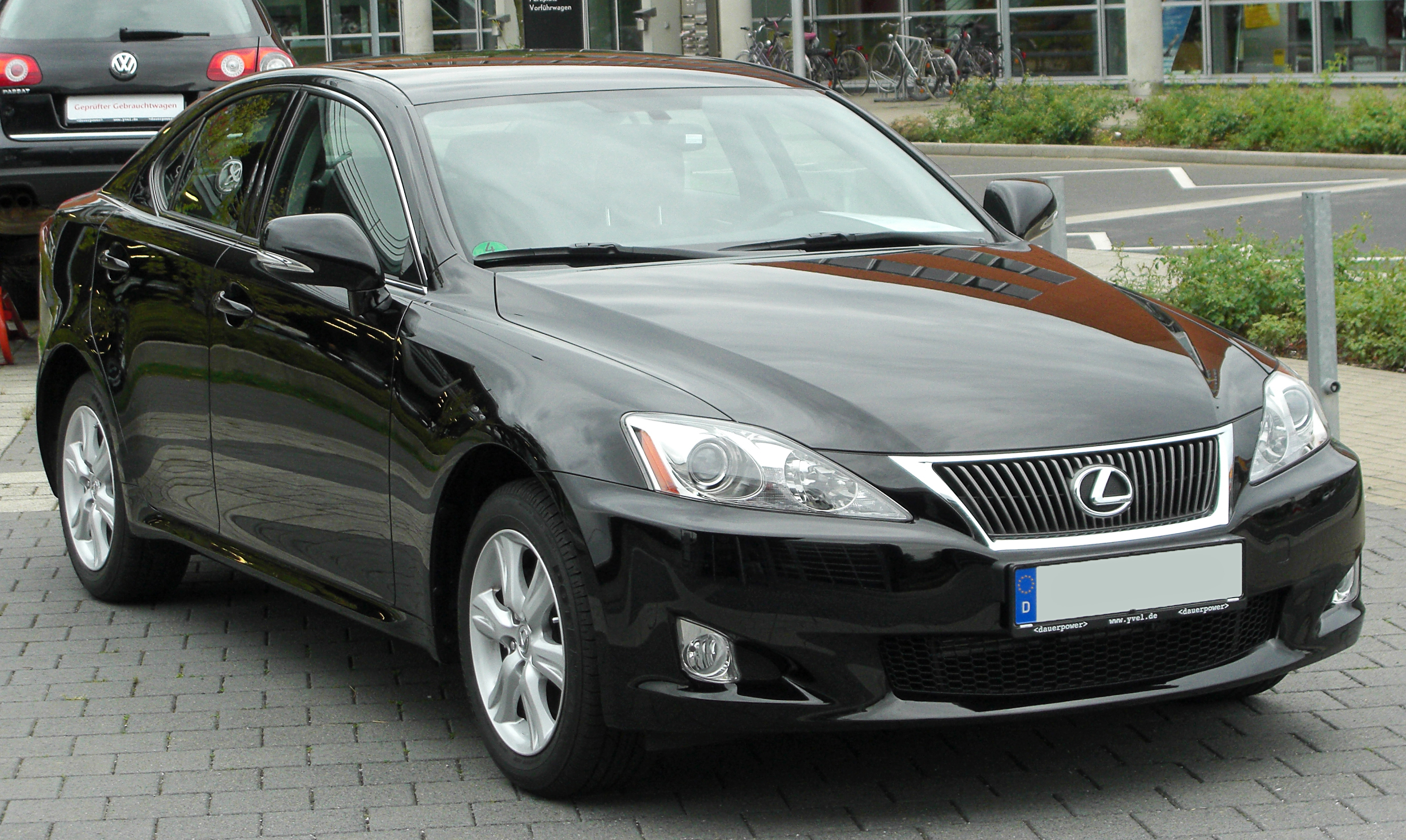
Lexus IS 250 (2009–2010)
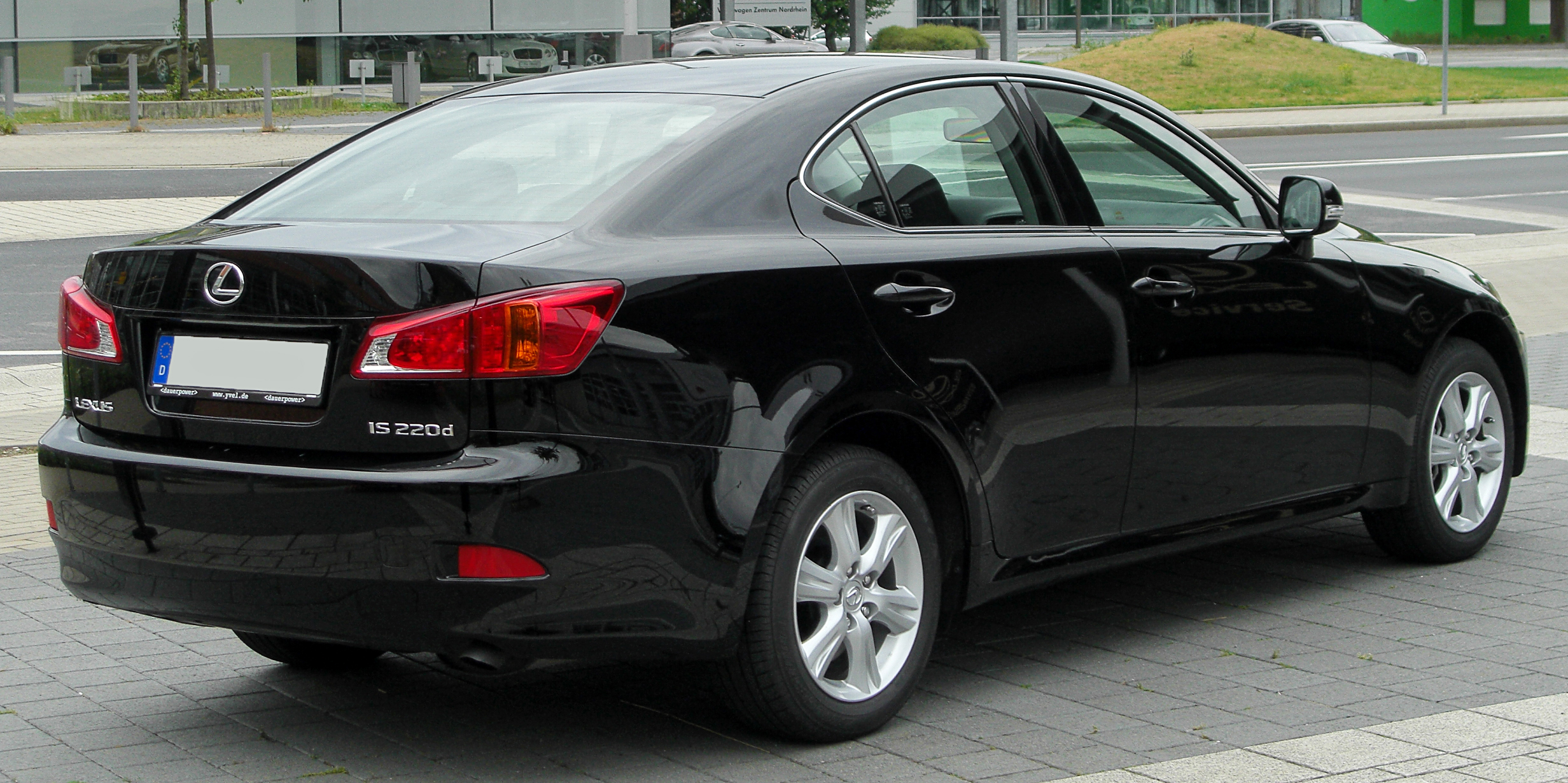
Heckansicht
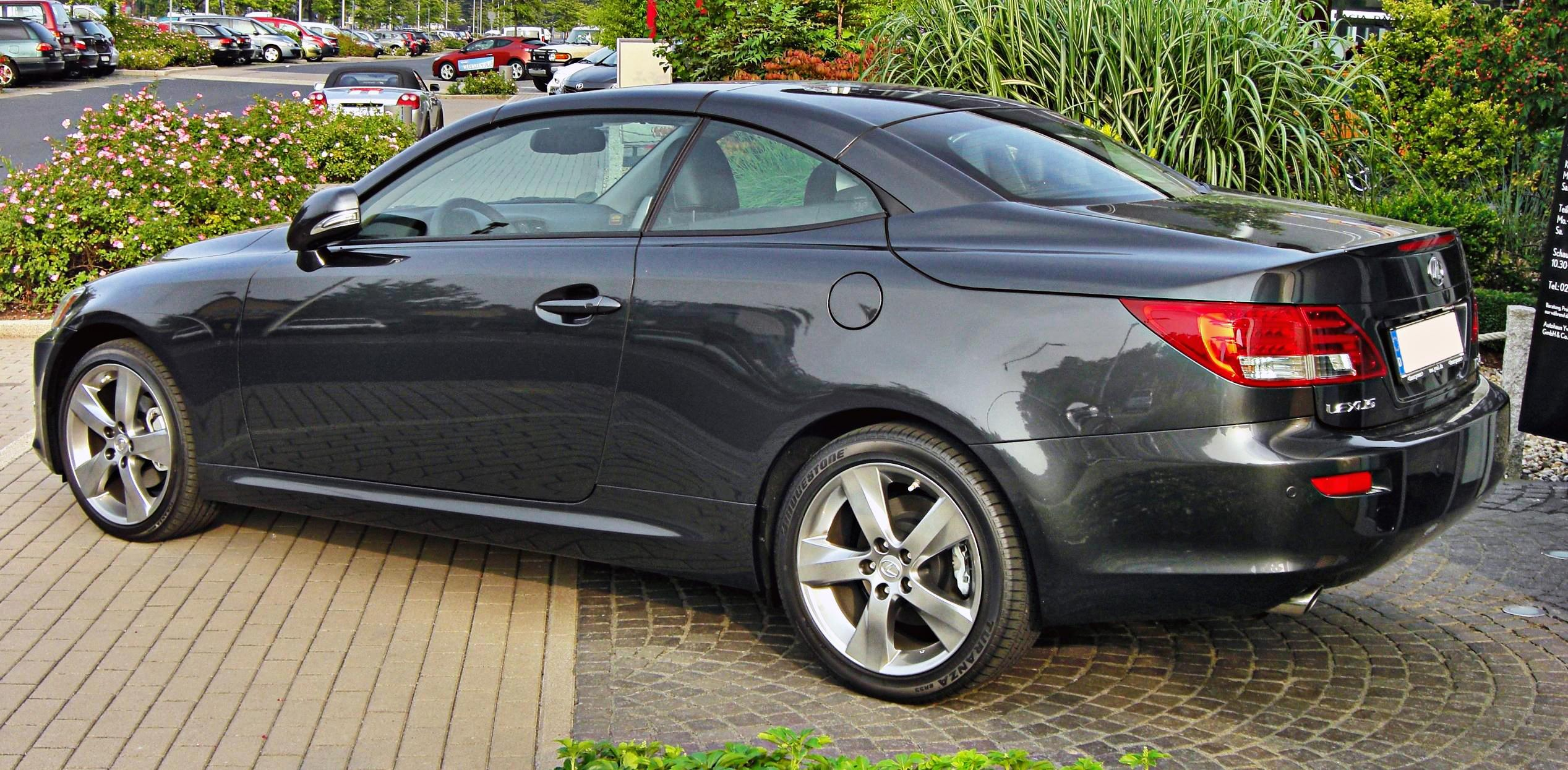
Lexus IS 250C (2009–2010)
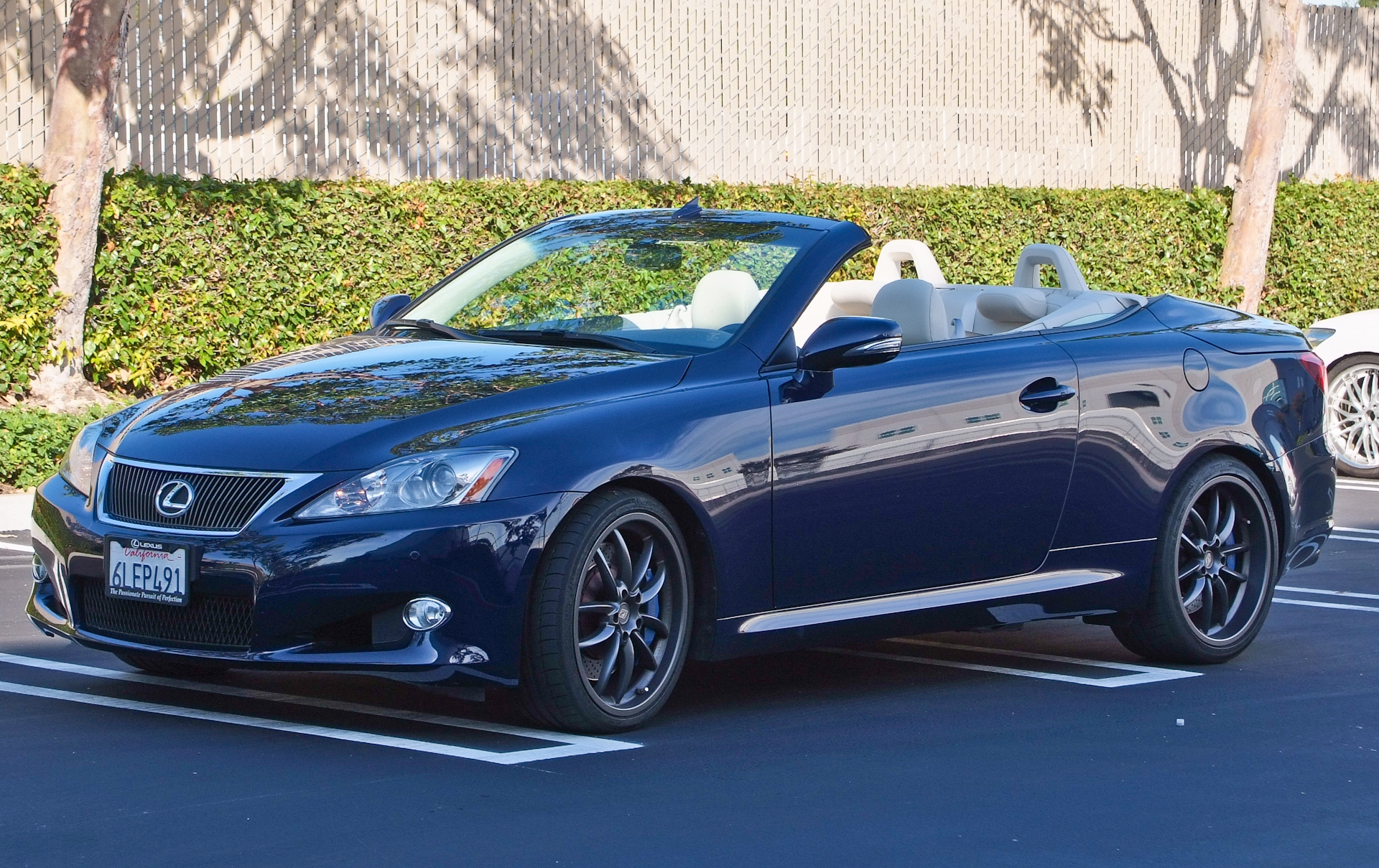
Lexus IS 350C F-Sport (2011)

Im Rahmen einer weiteren Modellpflege im November 2010, mit verändertem Kühlergrill, Stoßfänger, Scheinwerfern und Heckleuchten, folgte eine zweite Diesel-Version, für die die Leistung um 20 kW auf 110 kW reduziert wurde. Der Verbrauch sinkt auf 5,1 l/100 km (134 g CO2 pro km). Das neue Modell richtet sich vor allem an Geschäftskunden, bei denen 150 PS als Grenze der Motorleistung gelten. Eine ähnliche Flottenversion wird auch von BMW für den 320d angeboten.

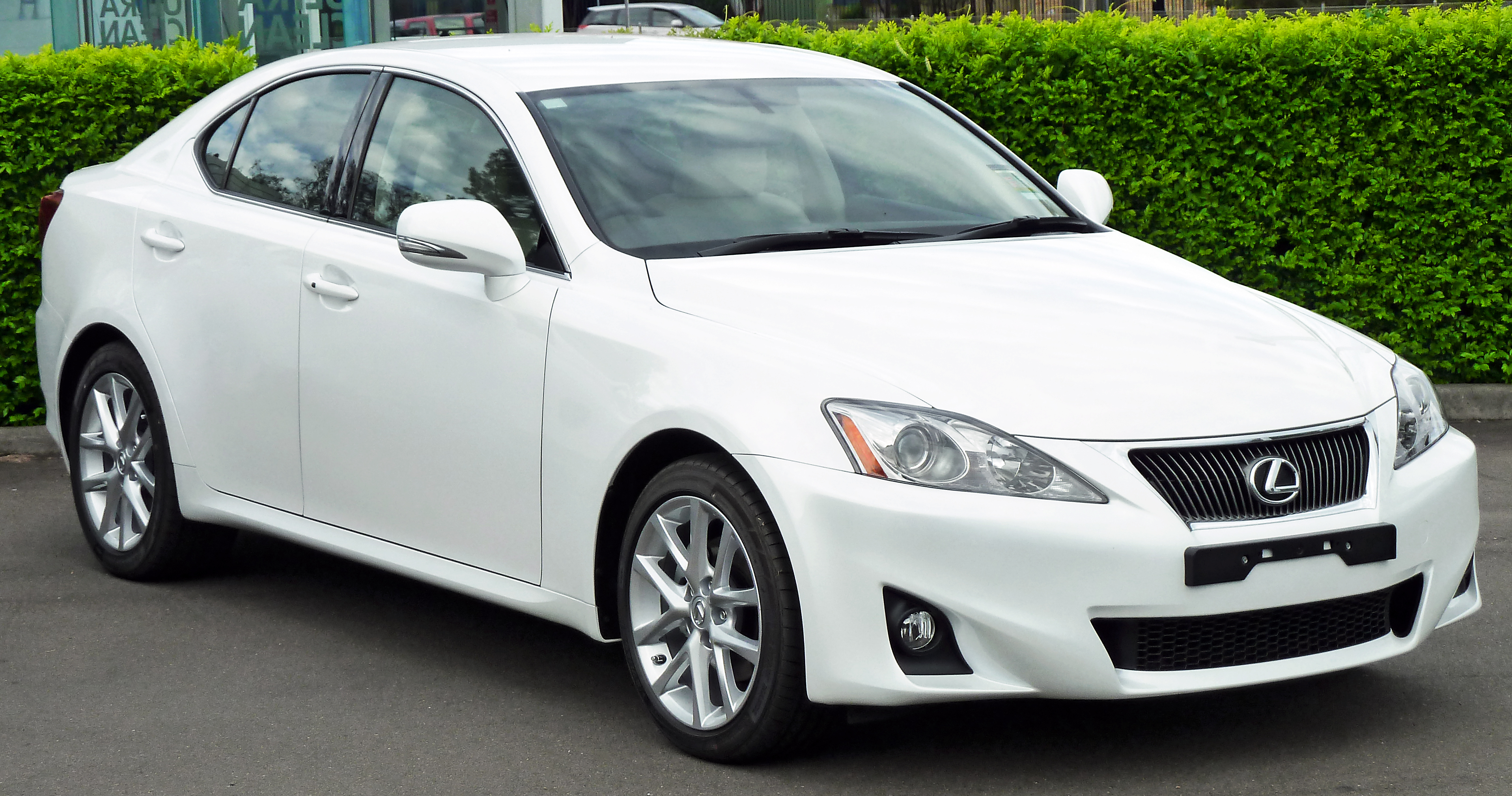
Lexus IS 250 (2010–2013)
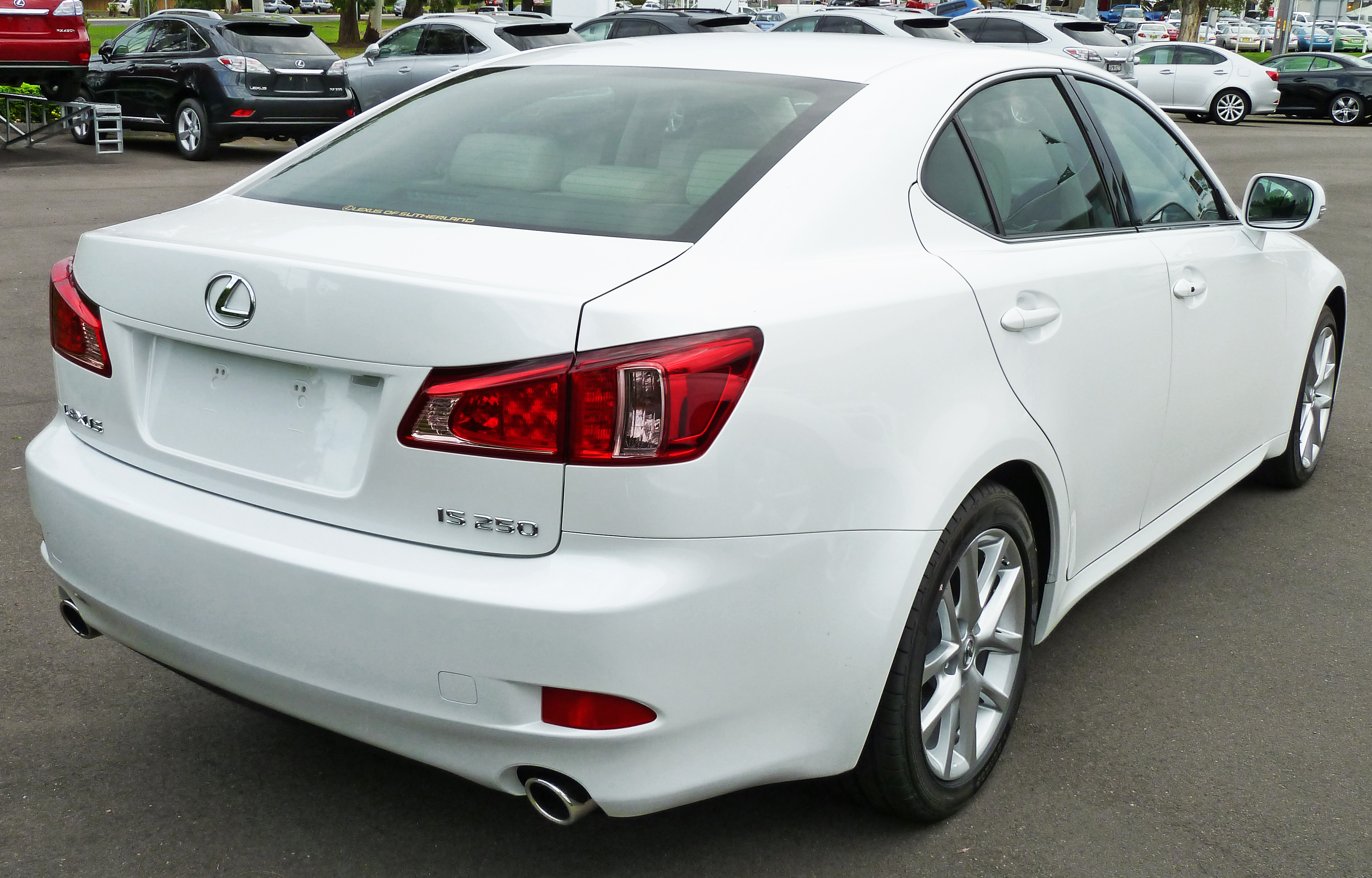
Heckansicht

### Lexus IS-F
Siehe: Lexus IS-F

### Technische Daten
| Modell        | Hubraum     | Bauart/ Zylinder | Leistung                   | Drehmoment             | 0–100 km/h  | Vmax            | Verbrauch l/100 km | CO2 (g/km)  |
| Ottomotoren   | Ottomotoren | Ottomotoren      | Ottomotoren                | Ottomotoren            | Ottomotoren | Ottomotoren     | Ottomotoren        | Ottomotoren |
| ------------- | ----------- | ---------------- | -------------------------- | ---------------------- | ----------- | --------------- | ------------------ | ----------- |
| IS 250 [aut.] | 2500 cm³    | V6               | 153 kW (208 PS) / 6400/min | 252 Nm / 4800/min      | 8,1 [8,3] s | 230 [225] km/h  | 8,9 S [8,4 S]      | 194         |
| IS 250C       | 2500 cm³    | V6               | 153 kW (208 PS) / 6400/min | 252 Nm / 4800/min      | 9,0 s       | 210 km/h        | 9,3 S              | 213         |
| IS 350*       | 3456 cm³    | V6               | 228 kW (310 PS) / 6400/min | 376 Nm / 4800/min      | 5,6 s       | 230 km/h (lim.) | 10,0 S             | 233         |
| IS-F          | 4969 cm³    | V8               | 311 kW (423 PS) / 6600/min | 505 Nm / 5200/min      | 4,8 s       | 270 km/h (lim.) | 11,4 S             | 270         |
| Diesel        |             |                  |                            |                        |             |                 |                    |             |
| IS 200d       | 2231 cm³    | R4               | 110 kW (150 PS) / 3600/min | 340 Nm / 2000–2800/min | 10,2 s      | 205 km/h        | 5,1 D              | 134         |
| IS 200d       | 2231 cm³    | R4               | 130 kW (177 PS) / 3600/min | 400 Nm / 2000–2800/min | 8,9 s       | 220 km/h        | 5,5 D              | 144         |

* Kurbelgehäuse und Zylinderkopf aus Aluminium, Verdichtung 11,8 :1; nur in Nordamerika und Japan

## IS (XE3, 2013–2020)
| Sterne im Euro-NCAP-Crashtest (2013) |

Die dritte Generation des Lexus IS gab es ab dem 29. Juni 2013 in Deutschland, kurz nachdem das Fahrzeug in anderen Teilen der Welt eingeführt worden war. In Europa wurde das Modell lediglich mit Hinterradantrieb angeboten. Sein Fahrwerk hat vorn eine Doppelquerlenkerachse und hinten eine Mehrlenkerachse. Weiter sind drei Fahrmodi (normal, L, F-Sport) einstellbar. Bei dem Hybridmodell gibt es kein Untersetzungsgetriebe, was die Höchstgeschwindigkeit auf 200 km/h begrenzt. Beim IS 350 F Sport ist die Lenkübersetzung variabel, der Tacho ist identisch mit dem des Sportwagens Lexus LFA. In den USA war auch ein Allradantrieb für die Varianten IS 250 und IS 350 erhältlich.
Erstmals wird außer den aus dem Vorgängermodell bekannten V6-Ottomotoren in der Mittelklasse-Limousine ein auf einem Vierzylinder-Ottomotor basierender Hybridantrieb angeboten. Eine weitere Variante mit Ottomotor ist im Oktober 2015 auf den Markt gekommen. Sie heißt IS 200t, bietet 180 kW Leistung und wird mit einer neuen Achtgang-Automatik angeboten.
2016 wurde der IS überarbeitet: größere Lufteinlässe vorn, Angebot von Voll-LED-Scheinwerfern, im Innenraum ein Touchscreen mit 10,3 Zoll (bisher sieben Zoll) Bildschirmdiagonale. Zum Safety System + gehörten nun ein Pre-Collision System, eine Spurverlassens-Warnung mit Lenkeingriff, ein Fernlichtassistent und ein radarbasierter adaptiven Tempomat.

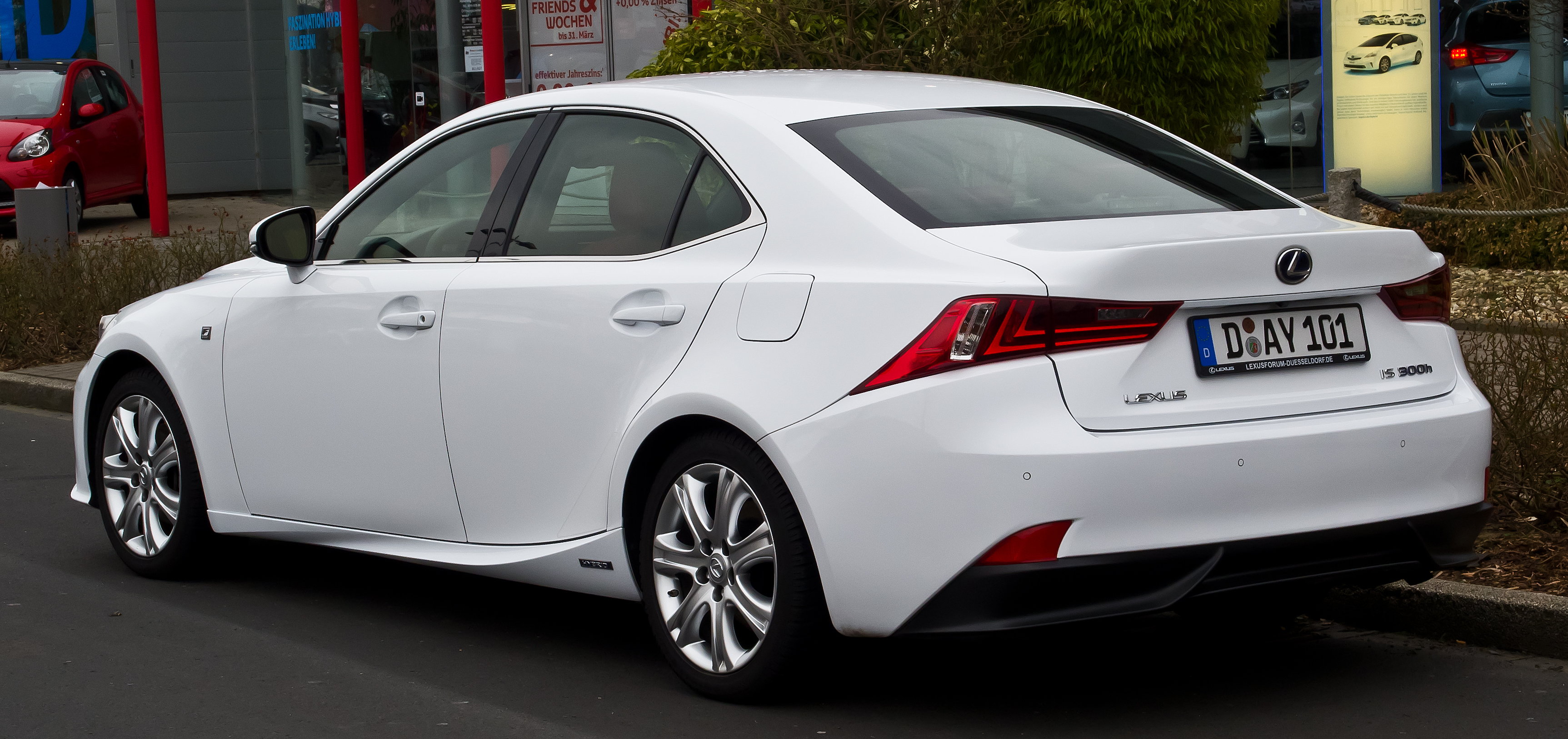
Heckansicht
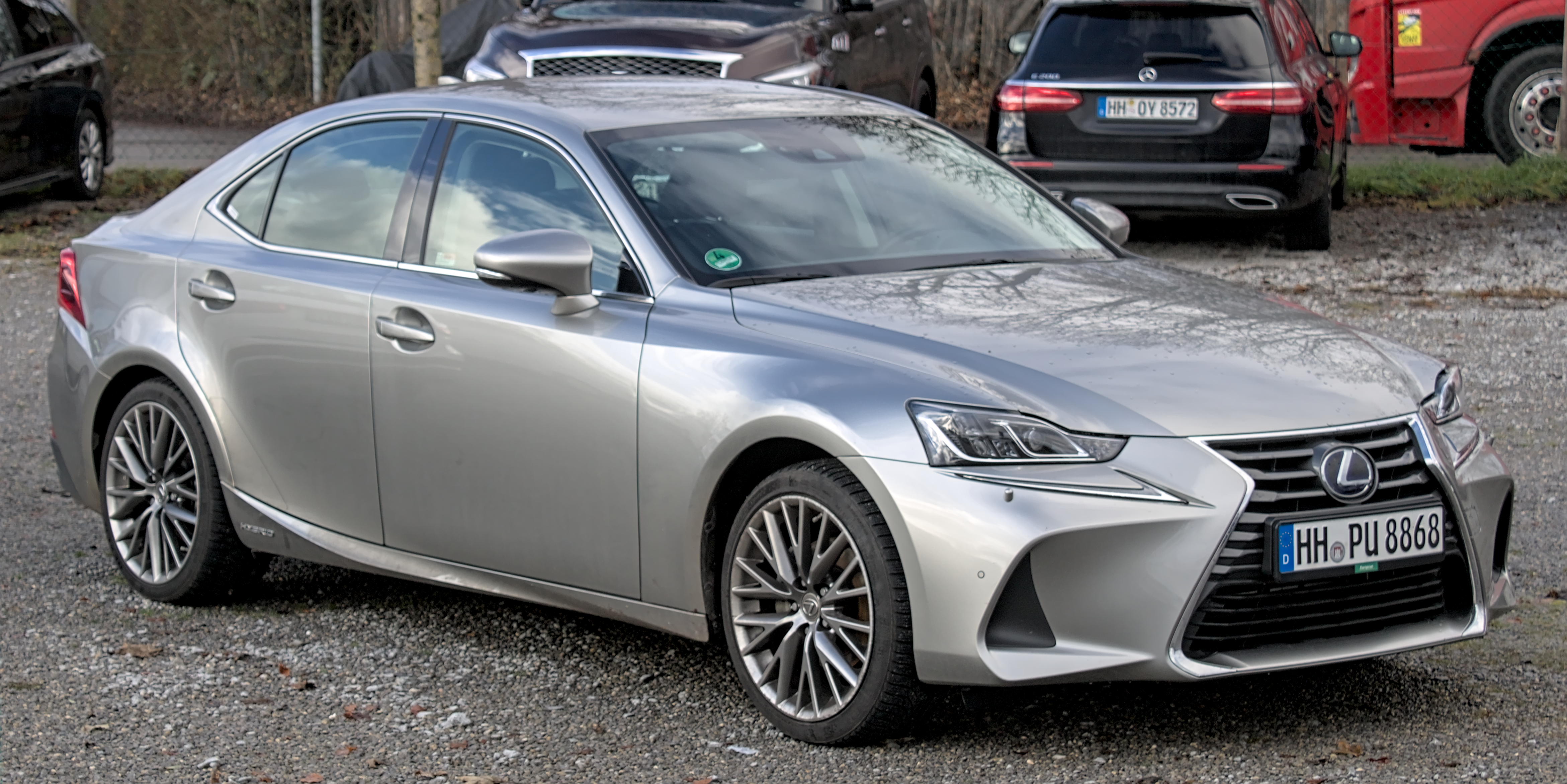
Lexus IS 300h (2016–2020)
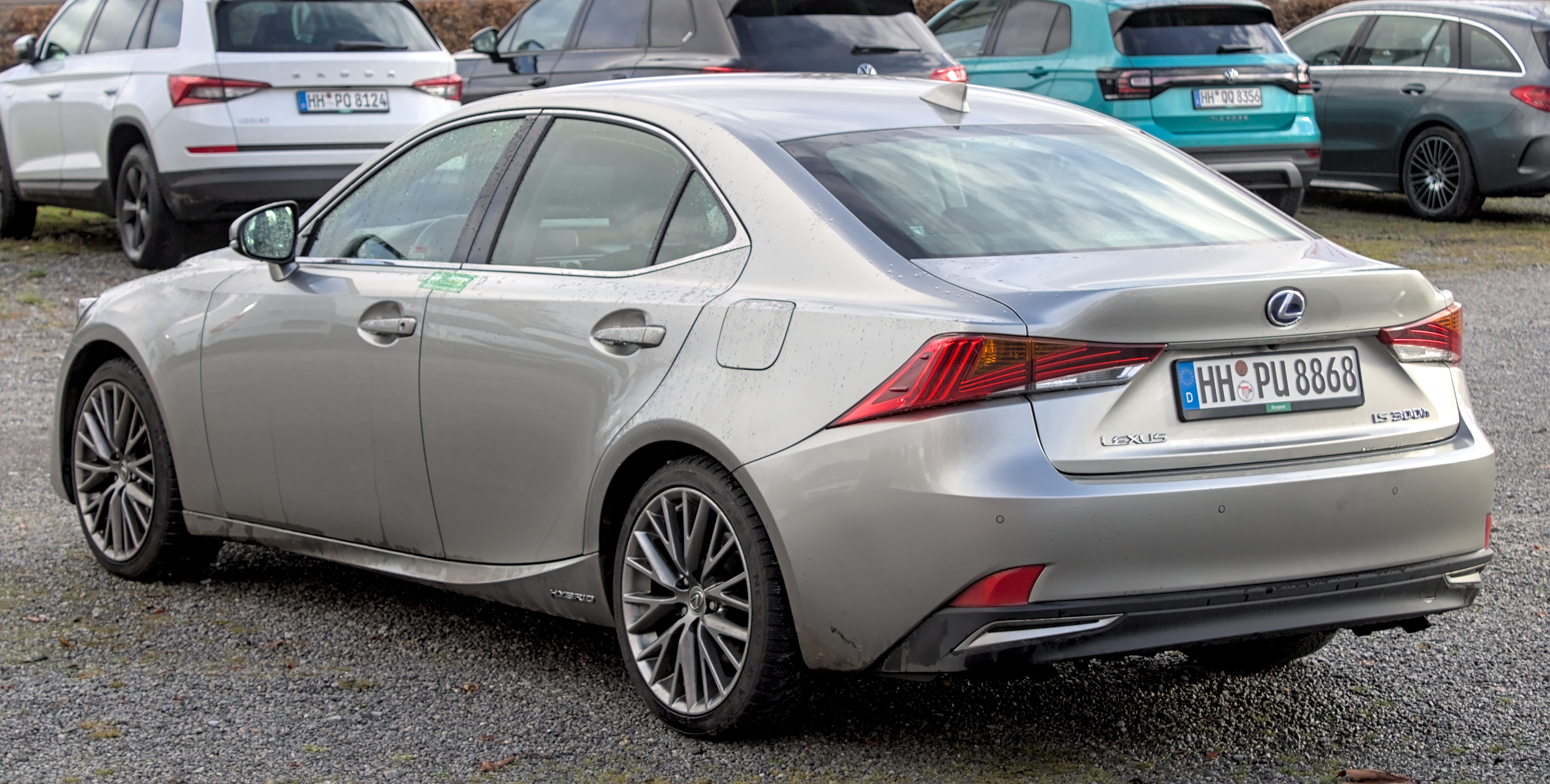
Heckansicht
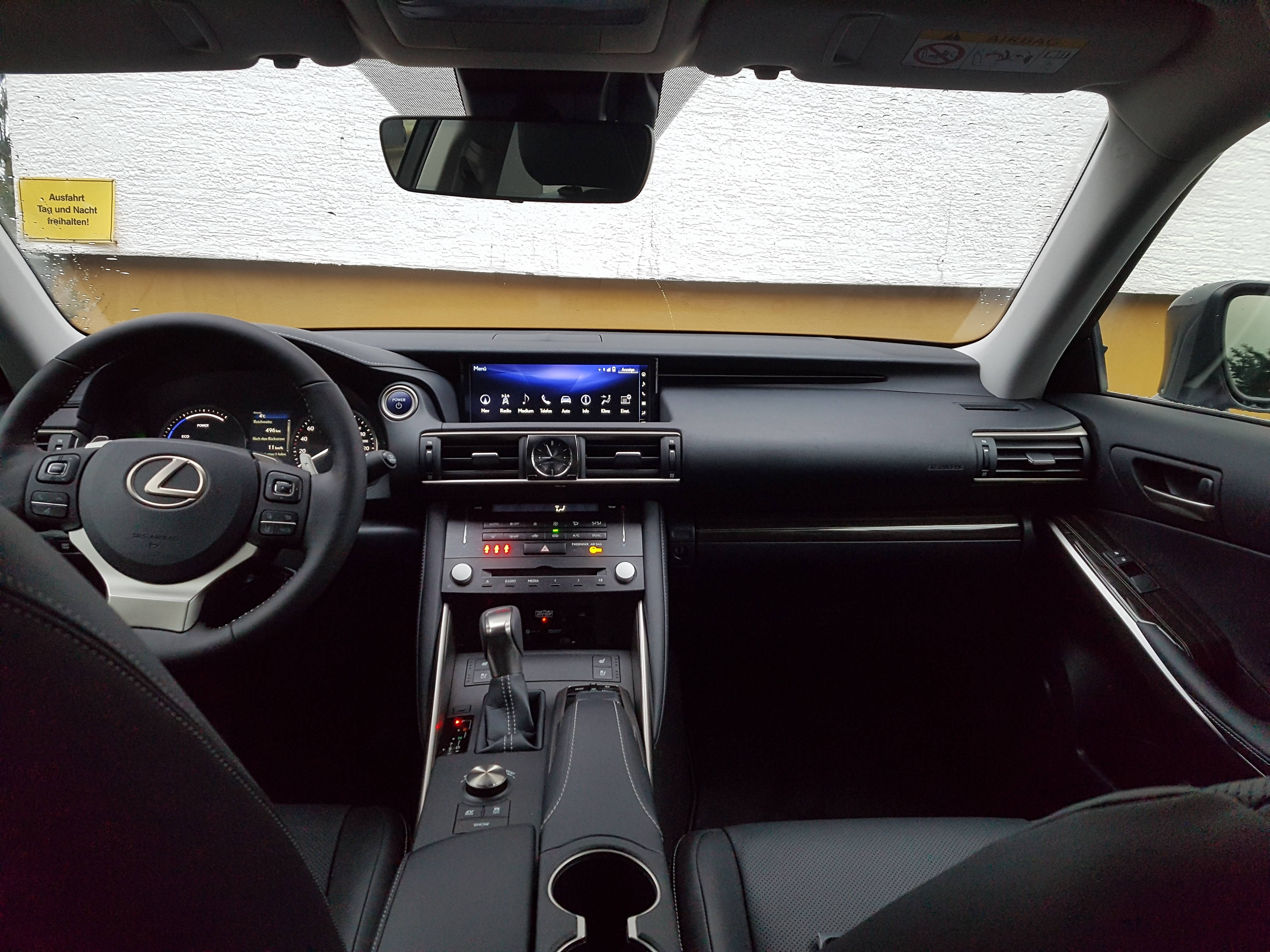
Interieur (Linkslenker)

### Technische Daten
| Modell            | Hubraum     | Bauart/ Zylinder | Leistung                                                               | Drehmoment             | 0–100 km/h  | Vmax            | Verbrauch l/100 km | CO2 (g/km)  | Bauzeit         |
| Ottomotoren       | Ottomotoren | Ottomotoren      | Ottomotoren                                                            | Ottomotoren            | Ottomotoren | Ottomotoren     | Ottomotoren        | Ottomotoren | Ottomotoren     |
| ----------------- | ----------- | ---------------- | ---------------------------------------------------------------------- | ---------------------- | ----------- | --------------- | ------------------ | ----------- | --------------- |
| IS 200t Automatik | 1998 cm³    | R4               | 180 kW (245 PS) / 4800–5600/min                                        | 350 Nm / 1650–4000/min | 7,0 s       | 230 km/h        | 7 S                | 162         | 11/2015–05/2020 |
| IS 250 Automatik  | 2500 cm³    | V6               | 153 kW (208 PS) / 6400/min                                             | 252 Nm / 4800/min      | 8,1 s       | 225 km/h        | 8,6–9,2 S          | 199–213     | 06/2013–03/2015 |
| IS 350*           | 3456 cm³    | V6               | 228 kW (310 PS) / 6400/min                                             | 376 Nm / 4800/min      | 5,8 s       | 230 km/h (lim.) | 9,2–9,5 S          |             |                 |
| Hybrid            |             |                  |                                                                        |                        |             |                 |                    |             |                 |
| IS 300h           | 2494 cm³    | R4               | Ottomotor: 133 kW (181 PS) / 6000/min (Systemleistung 164 kW (223 PS)) | 221 Nm / 4200–5400/min | 8,3–8,4 s   | 200 km/h        | 4,2–4,8 S          | 99–109      | 06/2013–09/2019 |

*nur in Nordamerika und Japan

### Neuzulassungen
Im letzten Jahr des Angebots, 2020, wurden in Deutschland 151 IS neu zugelassen.

## IS (seit 2020)
Im Juni 2020 präsentierte Lexus die vierte Generation der Baureihe. In den Handel kam sie im Herbst 2020. Auf dem nordamerikanischen Markt entfällt der Hybridantrieb, in Europa wird der IS fortan nicht mehr verkauft. Technisch nutzt die vierte Generation die Plattform des Vorgängermodells.

### Lexus IS 500 F
Im Herbst 2021 kam der IS 500 F Sport Performance in Nordamerika in den Handel. Dies Modell mit aus dem RC F bekannten V8-Otto-Saugmotor mit 352 kW (479 PS) hatte Lexus im Februar 2021 vorgestellt. Der Motor erforderte ein Erhöhen der Motorhaube um etwa 2 cm, verlängerte Kotflügel und eine besondere Frontschürze. Die Auspuffanlage hat vier Endrohre, von denen je zwei schräg übereinander angeordnet sind. Der Wagen war zunächst als auf 500 Exemplare limitierte Launch Edition in der neuen Farbe Incognito, einem hellen Grauton, erhältlich.
Das Einzelstück Wax Edition wurde für den Musiker Madlib gebaut. Es hat einen Schallplattenspieler im Handschuhfach und wurde anlässlich einer auf Vinyl veröffentlichten Single des Musikers im März 2021 präsentiert. Ein Gyro-Stabilisator soll bei Unebenheiten auf der Fahrbahn für die nötige Stabilität sorgen.
Die auf 500 Exemplare limitierte Ultimate Edition wurde im Mai 2025 vorgestellt. Sie ist ausschließlich in Nordamerika erhältlich. Ebenfalls 500 Einheiten gibt es von der Climax Edition, die im Juni 2025 ausschließlich für Japan präsentiert wurde.

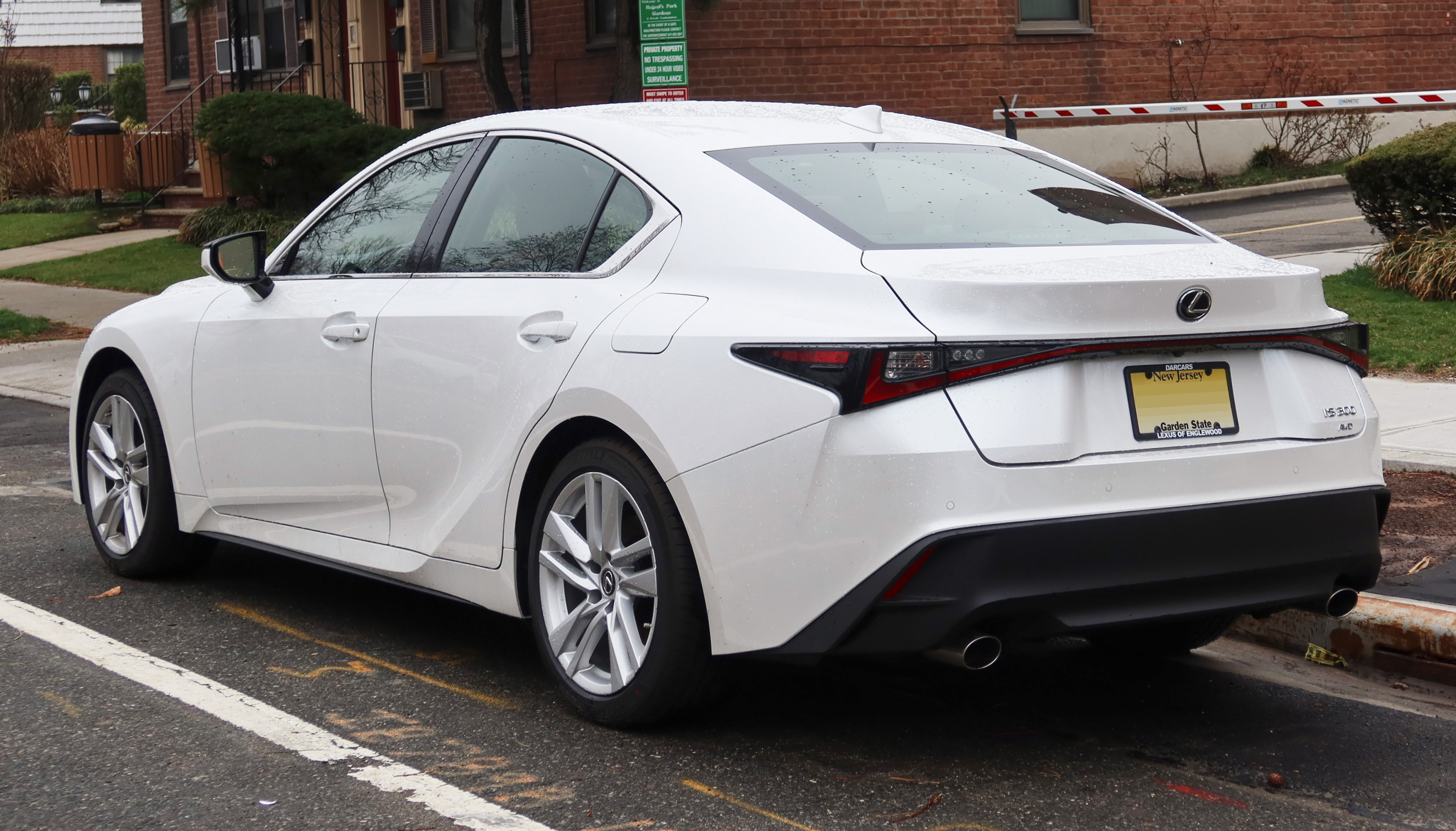
Heckansicht
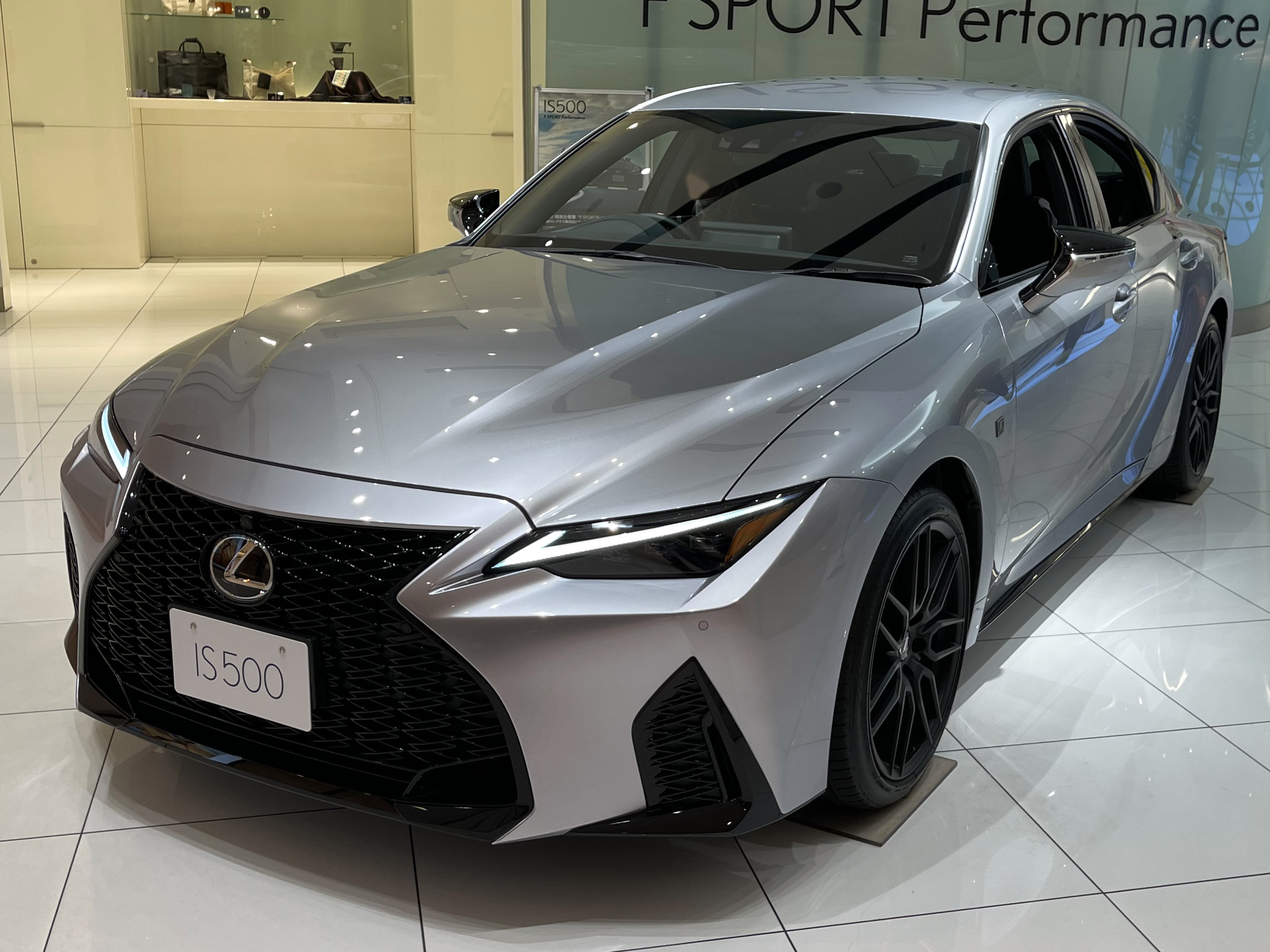
Lexus IS 500 F Sport Performance (seit 2021)

### Technische Daten
|                                             | IS 300                            | IS 300 AWD                 | IS 350 F Sport                 | IS 350 F Sport AWD           | IS 500 F Sport Performance   | IS 300h                      |
| Bauzeitraum                                 | seit 11/2020                      | seit 11/2020               | seit 11/2020                   | seit 11/2020                 | seit 09/2021                 | seit 11/2020                 |
| Markt                                       | Nordamerika, Asien, Australien    | Nordamerika                | Nordamerika, Asien, Australien | Nordamerika                  | Nordamerika                  | Asien, Australien            |
| Motortyp                                    | R4-Ottomotor                      | V6-Ottomotor               | V6-Ottomotor                   | V6-Ottomotor                 | V8-Ottomotor                 | R4-Ottomotor + Elektromotor  |
| Motoraufladung                              | Turbolader                        | —                          | —                              | —                            | —                            | —                            |
| Hubraum                                     | 1998 cm³                          | 3456 cm³                   | 3456 cm³                       | 3456 cm³                     | 4969 cm³                     | 2494 cm³                     |
| max. Leistung Ottomotor                     | 180 kW (245 PS) bei 5200–5800/min | 194 kW (264 PS)            | 232 kW (315 PS) bei 6600/min   | 232 kW (315 PS) bei 6600/min | 352 kW (479 PS) bei 7100/min | 133 kW (181 PS) bei 6000/min |
| max. Elektroleistung                        | —                                 | —                          | —                              | —                            | —                            | 105 kW (143 PS)              |
| max. Systemleistung                         | —                                 | —                          | —                              | —                            | —                            | 164 kW (223 PS)              |
| max. Drehmoment Ottomotor                   | 350 Nm bei 1650–4400/min          | 320 Nm bei 2000–4800/min   | 380 Nm bei 4800/min            | 380 Nm bei 4800/min          | 535 Nm bei 4800/min          | 221 Nm bei 4200–5400/min     |
| max. Drehmoment Elektromotor                | —                                 | —                          | —                              | —                            | —                            | 300 Nm                       |
| Kraftübertragung                            |                                   |                            |                                |                              |                              |                              |
| Antrieb                                     | Hinterradantrieb                  | Allradantrieb              | Hinterradantrieb               | Allradantrieb                | Hinterradantrieb             | Hinterradantrieb             |
| Getriebe                                    | 8-Stufen-Automatikgetriebe        | 6-Stufen-Automatikgetriebe | 8-Stufen-Automatikgetriebe     | 6-Stufen-Automatikgetriebe   | 8-Stufen-Automatikgetriebe   | Stufenloses Getriebe         |
| Messwerte                                   |                                   |                            |                                |                              |                              |                              |
| Höchstgeschwindigkeit                       | 230 km/h                          | 230 km/h                   | 230 km/h                       | 230 km/h                     | 240 km/h                     | 200 km/h                     |
| Beschleunigung, 0–100 km/h                  | 6,9–7,1 s                         | 6,1 s (0–60 mph)           | 5,6 s (0–60 mph)               | 5,7 s (0–60 mph)             | 4,5 s                        | 8,5 s                        |
| Kraftstoffverbrauch auf 100 km (kombiniert) | 9,4 l Super                       | 10,6 l Super               | 10,2 l Super                   | 10,6 l Super                 | 9,8 l Super                  | 5,2 l Super                  |
| Tankinhalt                                  | 66 l                              | 66 l                       | 66 l                           | 66 l                         | 66 l                         | 66 l                         |